# Cupa Mondială de Schi Alpin 2016
Cea de a 50-a ediție a Cupei Mondiale de Schi Alpin a început pe 24 octombrie 2015, la Solden, Austria. Ultimul concurs al sezonului va avea loc în perioada 14-20 martie 2016 la St. Moritz în Elveția. Campionii mondiali en-titre în 2015 sunt Marcel Hirscher și Anna Fenninger, ambii din Austria. Fenninger va fi nevoită să nu participe în acest sezon din cauza unei accidentări la genunchi. 

## Calendar

### Legendă
| C  | Coborâre                                |
| SG | Super-G                                 |
| SU | Slalom Uriaș                            |
| S  | Slalom                                  |
| SC | Super Combinata                         |
| SP | Slalom Uriaș Paralel                    |
| EO | Eveniment în oraș (concursuri paralele) |
| CA | Combinata alpină                        |
| EE | Eveniment pe echipe (pe țări)           |

### Masculin
| No.             | Sezon     | Dată              | Locație                                                   | Concurs                                                   | Câștigător                                                                    | Locul 2                                                                       | Locul3                                                                        | Detalii         |
| 1593            | 1         | 25 octombrie 2015 | Sölden                                                    | SU                                                        | Ted Ligety                                                                    | Thomas Fanara                                                                 | Marcel Hirscher                                                               | [ 2 ]           |
|                 |           | 15 noiembrie 2015 | Levi                                                      | S                                                         | lipsă a zăpezii                                                               | lipsă a zăpezii                                                               | lipsă a zăpezii                                                               | lipsă a zăpezii |
| 1594            | 3         | 28 noiembrie 2015 | Lake Louise                                               | C                                                         | Aksel Lund Svindal                                                            | Peter Fill                                                                    | Travis Ganong                                                                 | [ 3 ]           |
| 1595            | 4         | 29 noiembrie 2015 | Lake Louise                                               | SU                                                        | Aksel Lund Svindal                                                            | Matthias Mayer                                                                | Peter Fill                                                                    | [ 4 ]           |
| 1596            | 5         | 4 decembrie 2015  | Beaver Creek                                              | C                                                         | Aksel Lund Svindal                                                            | Kjetil Jansrud                                                                | Guillermo Fayed                                                               | [ 5 ]           |
| 1597            | 6         | 5 decembrie 2015  | Beaver Creek                                              | SG                                                        | Marcel Hirscher                                                               | Ted Ligety                                                                    | Andrew Weibrecht                                                              | [ 6 ]           |
| 1598            | 7         | 6 decembrie 2015  | Beaver Creek                                              | SU                                                        | Marcel Hirscher                                                               | Victor Muffat-Jeandet                                                         | Henrik Kristoffersen                                                          | [ 7 ]           |
| 1599            | 8         | 12 decembrie 2015 | Val-d'Isère                                               | SU                                                        | Marcel Hirscher                                                               | Felix Neureuther                                                              | Victor Muffat-Jeandet                                                         | [ 8 ]           |
| 1600            | 9         | 13 decembrie 2015 | Val-d'Isère                                               | S                                                         | Henrik Kristoffersen                                                          | Marcel Hirscher                                                               | Felix Neureuther                                                              | [ 9 ]           |
| 1601            | 10        | 18 decembrie 2015 | Val Gardena                                               | SG                                                        | Aksel Lund Svindal                                                            | Kjetil Jansrud                                                                | Aleksander Aamodt Kilde                                                       | [ 10 ]          |
| 1602            | 11        | 19 decembrie 2015 | Val Gardena                                               | C                                                         | Aksel Lund Svindal                                                            | Guillermo Fayed                                                               | Kjetil Jansrud                                                                | [ 11 ]          |
| 1603            | 12        | 20 decembrie 2015 | Alta Badia                                                | SU                                                        | Marcel Hirscher                                                               | Henrik Kristoffersen                                                          | Victor Muffat-Jeandet                                                         | [ 12 ]          |
| 1604            | 13        | 21 decembrie 2015 | Alta Badia                                                | SP                                                        | Kjetil Jansrud                                                                | Aksel Lund Svindal                                                            | André Myhrer                                                                  | [ 13 ]          |
| 1605            | 14        | 22 decembrie 2015 | Madonna di Campiglio                                      | S                                                         | Henrik Kristoffersen                                                          | Marcel Hirscher                                                               | Marco Schwarz                                                                 | [ 14 ]          |
| 1606            | 15        | 29 decembrie 2015 | Santa Caterina \|                                         | C                                                         | Adrien Théaux                                                                 | Hannes Reichelt                                                               | David Poisson                                                                 | [ 16 ]          |
| 1607            | 16        | 6 ianuarie 2016   | Santa Caterina \|                                         | S                                                         | Marcel Hirscher                                                               | Henrik Kristoffersen                                                          | Aleksandr Khoroshilov                                                         | [ 17 ]          |
|                 |           | 6 ianuarie 2016   | Zagreb                                                    | SL                                                        | temperaturi ridicate și lipsa zăpezii; reprogramată la Santa Caterina, Italia | temperaturi ridicate și lipsa zăpezii; reprogramată la Santa Caterina, Italia | temperaturi ridicate și lipsa zăpezii; reprogramată la Santa Caterina, Italia |                 |
| 9 ianuarie 2016 | Adelboden | SU                | anulat: ceață densă, reprogramat la Hinterstoder, Austria | anulat: ceață densă, reprogramat la Hinterstoder, Austria | anulat: ceață densă, reprogramat la Hinterstoder, Austria                     | [ 20 ]                                                                        |                                                                               |                 |
| 1608            | Adelboden | 16                | 10 ianuarie 2016                                          | S                                                         | Henrik Kristoffersen                                                          | Marcel Hirscher                                                               | Aleksandr Khoroshilov                                                         | [ 21 ]          |
| 1609            | 17        | 15 ianuarie 2016  | Wengen                                                    | CA                                                        | Kjetil Jansrud                                                                | Aksel Lund Svindal                                                            | Adrien Théaux                                                                 | [ 22 ]          |
| 1610            | 18        | 16 ianuarie 2016  | Wengen                                                    | C                                                         | Aksel Lund Svindal                                                            | Hannes Reichelt                                                               | Klaus Kröll                                                                   | [ 23 ]          |
| 1611            | 19        | 17 ianuarie 2016  | Wengen                                                    | S                                                         | Henrik Kristoffersen                                                          | Giuliano Razzoli                                                              | Stefano Gross                                                                 | [ 24 ]          |
| 1612            | 20        | 22 ianuarie 2016  | Kitzbühel                                                 | SG                                                        | Aksel Lund Svindal                                                            | Andrew Weibrecht                                                              | Hannes Reichelt                                                               | [ 25 ]          |
| 1613            | 21        | 22 ianuarie 2016  | Kitzbühel                                                 | CA                                                        | Alexis Pinturault                                                             | Victor Muffat-Jeandet                                                         | Thomas Mermillod-Blondin                                                      | [ 26 ]          |
| 1614            | 22        | 23 ianuarie 2016  | Kitzbühel                                                 | C                                                         | Peter Fill                                                                    | Beat Feuz                                                                     | Carlo Janka                                                                   | [ 27 ]          |
| 1615            | 23        | 24 ianuarie 2016  | Kitzbühel                                                 | S                                                         | Henrik Kristoffersen                                                          | Marcel Hirscher                                                               | Fritz Dopfer                                                                  | [ 28 ]          |
| 1616            | 24        | 26 ianuarie 2016  | Schladming                                                | S                                                         | Henrik Kristoffersen                                                          | Marcel Hirscher                                                               | Aleksandr Khoroshilov                                                         | [ 29 ]          |
| 1617            | 25        | 30 ianuarie 2016  | Garmisch-Partenkirchen                                    | C                                                         | Aleksander Aamodt Kilde                                                       | Boštjan Kline                                                                 | Beat Feuz                                                                     | [ 30 ]          |
|                 |           | 31 ianuarie 2016  | Garmisch-Partenkirchen                                    | SU                                                        | anulat: umiditate, ploaie, ceață densă, reprogramată Kranjska Gora, Slovenia  | anulat: umiditate, ploaie, ceață densă, reprogramată Kranjska Gora, Slovenia  | anulat: umiditate, ploaie, ceață densă, reprogramată Kranjska Gora, Slovenia  | [ 31 ]          |
| 1618            | 26        | 6 februarie 2016  | Jeongseon                                                 | C                                                         | Kjetil Jansrud                                                                | Dominik Paris                                                                 | Steven Nyman                                                                  | [ 32 ]          |
| 1619            | 27        | 7 februarie 2016  | Jeongseon                                                 | SG                                                        | Carlo Janka                                                                   | Christof Innerhofer                                                           | Vincent Kriechmayr                                                            | [ 33 ]          |
| 1620            | 28        | 13 februarie 2016 | Naeba                                                     | SU                                                        | Alexis Pinturault                                                             | Mathieu Faivre                                                                | Massimiliano Blardone                                                         | [ 34 ]          |
| 1621            | 29        | 14 februarie 2016 | Naeba                                                     | S                                                         | Felix Neureuther                                                              | André Myhrer                                                                  | Marco Schwarz                                                                 | [ 35 ]          |
| 1622            | 30        | 19 februarie 2016 | Chamonix                                                  | SC                                                        | Alexis Pinturault                                                             | Dominik Paris                                                                 | Thomas Mermillod-Blondin                                                      | [ 36 ]          |
| 1623            | 31        | 20 februarie 2016 | Chamonix                                                  | C                                                         | Dominik Paris                                                                 | Steven Nyman                                                                  | Beat Feuz                                                                     | [ 37 ]          |
| 1624            | 32        | 23 februarie 2016 | Stockholm                                                 | EO                                                        | Marcel Hirscher                                                               | André Myhrer                                                                  | Stefano Gross                                                                 | [ 38 ]          |
| 1625            | 33        | 26 februarie 2016 | Hinterstoder                                              | SU                                                        | Alexis Pinturault                                                             | Marcel Hirscher                                                               | Thomas Fanara                                                                 | [ 39 ]          |
| 1626            | 34        | 27 februarie 2016 | Hinterstoder                                              | SG                                                        | Aleksander Aamodt Kilde                                                       | Boštjan Kline                                                                 | Marcel Hirscher                                                               | [ 40 ]          |
| 1627            | 35        | 28 februarie 2016 | Hinterstoder                                              | SU                                                        | Alexis Pinturault                                                             | Marcel Hirscher                                                               | Henrik Kristoffersen                                                          | [ 41 ]          |
| 1628            | 36        | 4 martie 2016     | Kranjska Gora                                             | SU                                                        | Alexis Pinturault                                                             | Philipp Schörghofer                                                           | Marcel Hirscher                                                               | [ 42 ]          |
| 1629            | 37        | 5 martie 2016     | Kranjska Gora                                             | SU                                                        | Marcel Hirscher                                                               | Alexis Pinturault                                                             | Henrik Kristoffersen                                                          | [ 43 ]          |
| 1630            | 38        | 6 martie 2016     | Kranjska Gora                                             | S                                                         | Marcel Hirscher                                                               | Henrik Kristoffersen                                                          | Stefano Gross                                                                 | [ 44 ]          |
| 1631            | 39        | 12 martie 2016    | Kvitfjell                                                 | C                                                         | Dominik Paris                                                                 | Valentin Giraud Moine                                                         | Steven Nyman                                                                  | [ 45 ]          |
| 1632            | 40        | 13 martie 2016    | Kvitfjell                                                 | SG                                                        | Kjetil Jansrud                                                                | Vincent Kriechmayr                                                            | Dominik Paris                                                                 | [ 46 ]          |
| 1633            | 41        | 16 martie 2016    | St. Moritz                                                | C                                                         | Beat Feuz                                                                     | Steven Nyman                                                                  | Erik Guay                                                                     | [ 47 ]          |
| 1634            | 42        | 17 martie 2016    | St. Moritz                                                | SG                                                        | Beat Feuz                                                                     | Kjetil Jansrud & Aleksander Aamodt Kilde                                      | Kjetil Jansrud & Aleksander Aamodt Kilde                                      | [ 48 ]          |
| 1635            | 43        | 19 martie 2016    | St. Moritz                                                | SU                                                        | Thomas Fanara                                                                 | Alexis Pinturault                                                             | Mathieu Faivre                                                                | [ 49 ]          |
| 1636            | 44        | 20 martie 2016    | St. Moritz                                                | S                                                         | Andre Myhrer                                                                  | Marcel Hirscher                                                               | Sebastian Foss-Solevåg                                                        | [ 50 ]          |

### Feminin
| No.              | Sezon | Dată              | Locație           | Concurs | Câștigătoare                                                                                      | Locul 2                                                                                           | Locul 3                                                                                           | Detalii                                                                                           |
| 1487             | 1     | 24 ocotmbrie 2015 | Sölden            | SU      | Federica Brignone                                                                                 | Mikaela Shiffrin                                                                                  | Tina Weirather                                                                                    | [ 51 ]                                                                                            |
|                  |       | 14 noiembrie 2015 | Levi              | S       | lipsă a zăpezii; reprogramată la Aspen                                                            | lipsă a zăpezii; reprogramată la Aspen                                                            | lipsă a zăpezii; reprogramată la Aspen                                                            | lipsă a zăpezii; reprogramată la Aspen                                                            |
| 1488             | 2     | 27 noiembrie 2015 | Aspen             | SU      | Lara Gut                                                                                          | Eva-Maria Brem                                                                                    | Federica Brignone                                                                                 | [ 53 ]                                                                                            |
| 1489             | 3     | 28 noiembrie 2015 | Aspen             | S       | Mikaela Shiffrin                                                                                  | Veronika Velez-Zuzulová                                                                           | Frida Hansdotter                                                                                  | [ 54 ]                                                                                            |
| 1490             | 4     | 29 noiembrie 2015 | Aspen             | S       | Mikaela Shiffrin                                                                                  | Frida Hansdotter                                                                                  | Sarka Strachova                                                                                   | [ 55 ]                                                                                            |
| 1491             | 5     | 4 decembrie 2015  | Lake Louise       | C       | Lindsey Vonn                                                                                      | Cornelia Hütter                                                                                   | Ramona Siebenhofer                                                                                | [ 56 ]                                                                                            |
| 1492             | 6     | 5 decembrie 2015  | Lake Louise       | C       | Lindsey Vonn                                                                                      | Fabienne Suter                                                                                    | Cornelia Hütter                                                                                   | [ 57 ]                                                                                            |
| 1493             | 7     | 6 decembrie 2015  | Lake Louise       | SG      | Lindsey Vonn                                                                                      | Tamara Tippler                                                                                    | Cornelia Hütter                                                                                   | [ 58 ]                                                                                            |
| 1494             | 8     | 12 decembrie 2015 | Are               | SU      | Lindsey Vonn                                                                                      | Eva-Maria Brem                                                                                    | Federica Brignone                                                                                 | [ 59 ]                                                                                            |
| 1495             | 9     | 13 decembrie 2015 | Are               | S       | Petra Vlhová                                                                                      | Frida Hansdotter                                                                                  | Nina Løseth                                                                                       | [ 60 ]                                                                                            |
| 1496             | 10    | 18 decembrie 2015 | Val-d'Isère       | CA      | Lara Gut                                                                                          | Lindsey Vonn                                                                                      | Michaela Kirchgasser                                                                              | [ 61 ]                                                                                            |
| 1497             | 11    | 19 decembrie 2015 | Val-d'Isère       | C       | Lara Gut                                                                                          | Fabienne Suter                                                                                    | Laris Yurkiw                                                                                      | [ 62 ]                                                                                            |
| 1498             | 12    | 20 decembrie 2015 | Courchevel        | SU      | Eva-Maria Brem                                                                                    | Lara Gut Nina Løseth                                                                              |                                                                                                   | [ 63 ]                                                                                            |
| 1499             | 13    | 28 decembrie 2015 | Linz              | SU      | Lara Gut                                                                                          | Tina Weirather                                                                                    | Viktoria Rebensburg                                                                               | [ 64 ]                                                                                            |
| 1500             | 14    | 29 decembrie 2015 | Linz              | S       | Frida Hansdotter                                                                                  | Wendy Holdener                                                                                    | Petra Vlhová                                                                                      | [ 65 ]                                                                                            |
|                  |       | 3 ianuarie 2016   | Zagreb            | S       | anulat: temperaturi prea mari, lipsa zăpezii, reprogramat pentru Santa Caterina, Italia           | anulat: temperaturi prea mari, lipsa zăpezii, reprogramat pentru Santa Caterina, Italia           | anulat: temperaturi prea mari, lipsa zăpezii, reprogramat pentru Santa Caterina, Italia           | anulat: temperaturi prea mari, lipsa zăpezii, reprogramat pentru Santa Caterina, Italia           |
| 1501             | 15    | 5 ianuarie 2016   | Santa Caterina    | S       | Nina Løseth                                                                                       | Šárka Strachová                                                                                   | Veronika Velez-Zuzulová                                                                           | [ 66 ]                                                                                            |
|                  |       | 9 ianuarie 2016   | St. Anton         | C       | anulat: temperaturi mari, lipsa zăpezii, reprogramat la Zauchensee, Austria                       | anulat: temperaturi mari, lipsa zăpezii, reprogramat la Zauchensee, Austria                       | anulat: temperaturi mari, lipsa zăpezii, reprogramat la Zauchensee, Austria                       | [ 67 ]                                                                                            |
| 10 ianuarie 2016 | SG    |                   | St. Anton         |         | anulat: temperaturi mari, lipsa zăpezii, reprogramat la Zauchensee, Austria                       | anulat: temperaturi mari, lipsa zăpezii, reprogramat la Zauchensee, Austria                       | anulat: temperaturi mari, lipsa zăpezii, reprogramat la Zauchensee, Austria                       | [ 67 ]                                                                                            |
| 1502             | 16    | 9 ianuarie 2016   | Zauchensee        | C       | Lindsey Vonn                                                                                      | Larisa Yurkiw                                                                                     | Cornelia Hütter                                                                                   | [ 68 ]                                                                                            |
| 1503             | 17    | 10 ianuarie 2016  | Zauchensee        | SG      | Lindsey Vonn                                                                                      | Lara Gut                                                                                          | Cornelia Hütter                                                                                   | [ 69 ]                                                                                            |
| 1504             | 18    | 12 ianuarie 2016  | Flachau           | S       | Veronika Velez-Zuzulová                                                                           | Šárka Strachová                                                                                   | Frida Hansdotter                                                                                  | [ 70 ]                                                                                            |
| 1505             | 19    | 15 ianuarie 2016  | Flachau           | SU      | Veronika Velez-Zuzulová                                                                           | Frida Hansdotter                                                                                  | Petra Vlhová                                                                                      | [ 71 ]                                                                                            |
| 1506             | 20    | 17 ianuarie 2016  | Flachau           | S       | Viktoria Rebensburg                                                                               | Ana Drev                                                                                          | Federica Brignone                                                                                 | [ 72 ]                                                                                            |
|                  |       | 16 ianuarie 2016  | Ofterschwang      | SU      | anulat: temperaturi mari, lipsa zăpezii, reprogramat Flachau, Austria                             | anulat: temperaturi mari, lipsa zăpezii, reprogramat Flachau, Austria                             | anulat: temperaturi mari, lipsa zăpezii, reprogramat Flachau, Austria                             | [ 75 ]                                                                                            |
| 17 ianuarie 2016 | S     |                   | Ofterschwang      |         | anulat: temperaturi mari, lipsa zăpezii, reprogramat Flachau, Austria                             | anulat: temperaturi mari, lipsa zăpezii, reprogramat Flachau, Austria                             | anulat: temperaturi mari, lipsa zăpezii, reprogramat Flachau, Austria                             | [ 75 ]                                                                                            |
| 1507             | 21    | 23 ianuarie 2016  | Cortina d'Ampezzo | C       | Lindsey Vonn                                                                                      | Larisa Yurkiw                                                                                     | Lara Gut                                                                                          | [ 76 ]                                                                                            |
| 1508             | 22    | 24 ianuarie 2016  | Cortina d'Ampezzo | SG      | Lindsey Vonn                                                                                      | Tina Weirather                                                                                    | Viktoria Rebensburg                                                                               | [ 77 ]                                                                                            |
| 1509             | 23    | 30 ianuarie 2016  | Maribor           | SU      | Viktoria Rebensburg                                                                               | Ana Drev                                                                                          | Tina Weirather                                                                                    | [ 78 ]                                                                                            |
|                  |       | 31 ianuarie 2016  | Maribor           | S       | anulat: temperaturi ridicate, condiții precare ale pârtiei, reproramată la Crans-Montana, Elveția | anulat: temperaturi ridicate, condiții precare ale pârtiei, reproramată la Crans-Montana, Elveția | anulat: temperaturi ridicate, condiții precare ale pârtiei, reproramată la Crans-Montana, Elveția | anulat: temperaturi ridicate, condiții precare ale pârtiei, reproramată la Crans-Montana, Elveția |
| 1510             | 25    | 6 februarie 2016  | Garmisch          | C       | Lindsey Vonn                                                                                      | Fabienne Suter                                                                                    | Viktoria Rebensburg                                                                               | [ 79 ]                                                                                            |
| 1511             | 26    | 7 februarie 2016  | Garmisch          | SG      | Lara Gut                                                                                          | Viktoria Rebensburg                                                                               | Lindsey Vonn                                                                                      | [ 80 ]                                                                                            |
|                  |       | 13 februarie 2016 | Crans-Montana     | C       | anulat: zăpadă excesivă, posibilă reprogramare                                                    | anulat: zăpadă excesivă, posibilă reprogramare                                                    | anulat: zăpadă excesivă, posibilă reprogramare                                                    | anulat: zăpadă excesivă, posibilă reprogramare                                                    |
|                  |       | 14 February 2016  | Crans-Montana     | CA      | anulat: zăpada excesivă a amânat cursa din ziua precedentă, nu va fi reprogramată                 | anulat: zăpada excesivă a amânat cursa din ziua precedentă, nu va fi reprogramată                 | anulat: zăpada excesivă a amânat cursa din ziua precedentă, nu va fi reprogramată                 | [ 81 ]                                                                                            |
| 1512             | 26    | 15 februarie 2016 | Crans-Montana     | CA      | Mikaela Shiffrin                                                                                  | Nastasia Noens                                                                                    | Marie-Michèle Gagnon                                                                              | [ 82 ]                                                                                            |
| 1513             | 27    | 19 februarie 2016 | La Thuile         | C       | Lara Gut                                                                                          | Cornelia Hütter                                                                                   | Nadia Fanchini                                                                                    | [ 83 ]                                                                                            |
| 1514             | 28    | 20 februarie 2016 | La Thuile         | C       | Nadia Fanchini                                                                                    | Lindsey Vonn                                                                                      | Daniela Merighetti                                                                                | [ 84 ]                                                                                            |
| 1515             | 29    | 21 februarie 2016 | La Thuile         | SG      | Tina Weirather                                                                                    | Lara Gut                                                                                          | Lindsey Vonn                                                                                      | [ 85 ]                                                                                            |
| 1516             | 30    | 23 februarie 2016 | Stockholm         | EO      | Wendy Holdener                                                                                    | Frida Hansdotter                                                                                  | Maria Pietilae-Holmner                                                                            | [ 86 ]                                                                                            |
| 1517             | 31    | 27 februarie 2016 | Soldeu            | SG      | Federica Brignone                                                                                 | Laurenne Ross                                                                                     | Tamara Tippler                                                                                    | [ 87 ]                                                                                            |
| 1518             | 32    | 28 februarie 2016 | Soldeu            | CA      | Marie-Michèle Gagnon                                                                              | Wendy Holdener                                                                                    | Anne-Sophie Barthet                                                                               | [ 88 ]                                                                                            |
|                  |       | 5 martie 2016     | Jasna             | SU      | amânat: vânt foarte puternic. amânat două zile                                                    | amânat: vânt foarte puternic. amânat două zile                                                    | amânat: vânt foarte puternic. amânat două zile                                                    | [ 89 ]                                                                                            |
| 1519             | 33    | 6 martie 2016     | Jasna             | S       | Mikaela Shiffrin                                                                                  | Wendy Holdener                                                                                    | Veronika Velez-Zuzulová                                                                           | [ 90 ]                                                                                            |
| 1520             | 34    | 7 martie 2016     | Jasna             | SU      | Eva-Maria Brem                                                                                    | Viktoria Rebensburg                                                                               | Federica Brignone                                                                                 | [ 91 ]                                                                                            |
| 1521             | 35    | 12 martie 2016    | Lenzerheide       | SG      | Cornelia Hütter                                                                                   | Fabienne Suter                                                                                    | Tamara Tippler                                                                                    | [ 92 ]                                                                                            |
| 1522             | 36    | 13 martie 2016    | Lenzerheide       | CA      | Wendy Holdener                                                                                    | Michaela Kirchgasser                                                                              | Lara Gut                                                                                          | [ 93 ]                                                                                            |
| 1523             | 37    | 16 martie 2016    | St. Moritz        | C       | Mirjam Puchner                                                                                    | Fabienne Suter                                                                                    | Elena Curtoni                                                                                     | [ 94 ]                                                                                            |
| 1524             | 38    | 17 martie 2016    | St. Moritz        | SG      | Tina Weirather                                                                                    | Lara Gut                                                                                          | Cornelia Hütter                                                                                   | [ 95 ]                                                                                            |
| 1525             | 39    | 19 martie 2016    | St. Moritz        | S       | Mikaela Shiffrin                                                                                  | Veronika Velez-Zuzulová                                                                           | Frida Hansdotter                                                                                  | [ 96 ]                                                                                            |
| 1526             | 40    | 20 martie 2016    | St. Moritz        | SG      | Viktoria Rebensburg                                                                               | Taina Barioz                                                                                      | Lara Gut                                                                                          | [ 97 ]                                                                                            |

## Clasamente:masculin
| Loc |                      | Puncte |
| --- | -------------------- | ------ |
| 1   | Marcel Hirscher      | 1795   |
| 2   | Henrik Kristoffersen | 1298   |
| 3   | Alexis Pinturault    | 1200   |
| 4   | Kjetil Jansrud       | 1161   |
| 5   | Aksel Lund Svindal   | 916    |

| Loc |                    | Puncte |
| --- | ------------------ | ------ |
| 1   | Peter Fill         | 462    |
| 2   | Aksel Lund Svindal | 436    |
| 3   | Dominik Paris      | 432    |
| 4   | Kjetil Jansrud     | 432    |
| 5   | Beat Feuz          | 414    |

| Loc |                         | Puncte |
| --- | ----------------------- | ------ |
| 1   | Aleksander Aamodt Kilde | 415    |
| 2   | Kjetil Jansrud          | 375    |
| 3   | Aksel Lund Svindal      | 310    |
| 4   | Vincent Kriechmayr      | 298    |
| 5   | Carlo Janka             | 259    |

| Loc |                       | Puncte |
| --- | --------------------- | ------ |
| 1.  | Marcel Hirscher       | 766    |
| 2   | Alexis Pinturault     | 690    |
| 3   | Henrik Kristoffersen  | 487    |
| 4   | Mathieu Faivre        | 423    |
| 5   | Victor Muffat-Jeandet | 405    |

| Loc |                       | Puncte |
| --- | --------------------- | ------ |
| 1   | Henrik Kristoffersen  | 811    |
| 2   | Marcel Hirscher       | 780    |
| 3   | Felix Neureuther      | 389    |
| 4   | André Myhrer          | 367    |
| 5   | Alexander Khoroshilov | 358    |

| Loc |                          | Puncte |
| --- | ------------------------ | ------ |
| 1   | Alexis Pinturault        | 220    |
| 2   | Thomas Mermillod-Blondin | 170    |
| 3   | Kjetil Jansrud           | 165    |
| 4   | Dominik Paris            | 161    |
| 5   | Victor Muffat-Jeandet    | 130    |

## Clasamente:feminin
| Loc |                     | Puncte |
| --- | ------------------- | ------ |
| 1   | Lara Gut            | 1522   |
| 2   | Lindsey Vonn        | 1235   |
| 3   | Viktoria Rebensburg | 1147   |
| 4   | Tina Weirather      | 1016   |
| 5   | Frida Hansdotter    | 915    |

| Loc |                 | Puncte |
| --- | --------------- | ------ |
| 1   | Lindsey Vonn    | 580    |
| 2   | Fabienne Suter  | 463    |
| 3   | Larisa Yurkiw   | 407    |
| 4   | Lara Gut        | 394    |
| 5   | Cornelia Hütter | 387    |

| Loc |                     | Puncte |
| --- | ------------------- | ------ |
| 1   | Lara Gut            | 481    |
| 2   | Tina Weirather      | 436    |
| 3   | Lindsey Vonn        | 420    |
| 4   | Cornelia Hütter     | 400    |
| 5   | Viktoria Rebensburg | 293    |

| Loc |                     | Puncte |
| --- | ------------------- | ------ |
| 1   | Eva-Maria Brem      | 592    |
| 2   | Viktoria Rebensburg | 590    |
| 3   | Lara Gut            | 472    |
| 4   | Federica Brignone   | 425    |
| 5   | Tina Weirather      | 321    |

| Loc |                         | Puncte |
| --- | ----------------------- | ------ |
| 1   | Frida Hansdotter        | 711    |
| 2   | Veronika Velez-Zuzulová | 626    |
| 3   | Wendy Holdener          | 561    |
| 4   | Mikaela Shiffrin        | 500    |
| 5   | Šárka Strachová         | 493    |

| Loc |                      | Puncte |
| --- | -------------------- | ------ |
| 1   | Wendy Holdener       | 198    |
| 2   | Lara Gut             | 160    |
| 3   | Michaela Kirchgasser | 153    |
| 4   | Marie-Michèle Gagnon | 145    |
| 5   | Lindsey Vonn         | 100    |

## Clasamente: Cupa Națiunilor
| Loc |          | Puncte |
| --- | -------- | ------ |
| 1   | Austria  | 10591  |
| 2   | Italia   | 8770   |
| 3   | Franța   | 7733   |
| 4   | Elveția  | 7195   |
| 5   | Norvegia | 5929   |

| Loc |          | Puncte |
| --- | -------- | ------ |
| 1   | Austria  | 5804   |
| 2   | Franța   | 5603   |
| 3   | Norvegia | 4833   |
| 4   | Italia   | 4512   |
| 5   | Elveția  | 2940   |

| Loc |                            | Puncte |
| --- | -------------------------- | ------ |
| 1   | Austria                    | 4787   |
| 2   | Italia                     | 4258   |
| 3   | Elveția                    | 4255   |
| 4   | Statele Unite ale Americii | 3077   |
| 5   | Suedia                     | 2432   |